# Schwarzer Turm (Brugg)
Der Schwarze Turm ist eine Turmburg in der Schweizer Stadt Brugg. Er ist das älteste Gebäude und Wahrzeichen der Stadt. Er befindet sich am nördlichen Rand der Altstadt, unmittelbar neben der Brücke, die über eine Engstelle der Aare führt und der Stadt den Namen gab.

## Geschichte
Der Bau des Turms erfolgte im letzten Viertel des 12. Jahrhunderts und wurde wahrscheinlich von Graf Albrecht III. von Habsburg angeordnet. Der Stammsitz der Habsburger, die Habsburg, liegt nur wenige Kilometer entfernt und die wenig später entstandene Stadt diente eine Zeitlang als Residenz der habsburgischen Grafen. 1238 wurde der Schwarze Turm erstmals urkundlich erwähnt.
Da man für den Bau zum Teil auch Mauerstücke verwendet hatte, die aus den Ruinen des nahe gelegenen Legionslagers Vindonissa stammen, nahm man lange an, der Turm sei römischen Ursprungs und nannte ihn deshalb fälschlicherweise auch „Römerturm“. Erst im 19. Jahrhundert erkannte man, dass das Material wiederverwendet und der Turm somit mindestens 800 Jahre später erbaut worden war als angenommen.
Nach dem Neubau der Brücke im Jahr 1532 erschien den Stadtherren der Turm zu klein. Drei Jahre später wurden deshalb die obersten Mauern und das Dach abgerissen und anschliessend neue Obergeschosse aufgemauert; dadurch wurde der Turm um rund fünf Meter erhöht. Auf der Nordseite, zum Fluss hin, fügte man 1536 einen Erker an. Seit dem Anbau des Rathauses auf der Süd- und Westseite im Jahr 1579 ist der Schwarze Turm unverändert geblieben. Der Turm diente ab 1846 als Bezirksgefängnis; im Zuge der Zentralisierung des Strafvollzugs wurden die Zellen im November 2006 aufgehoben.

## Gebäude

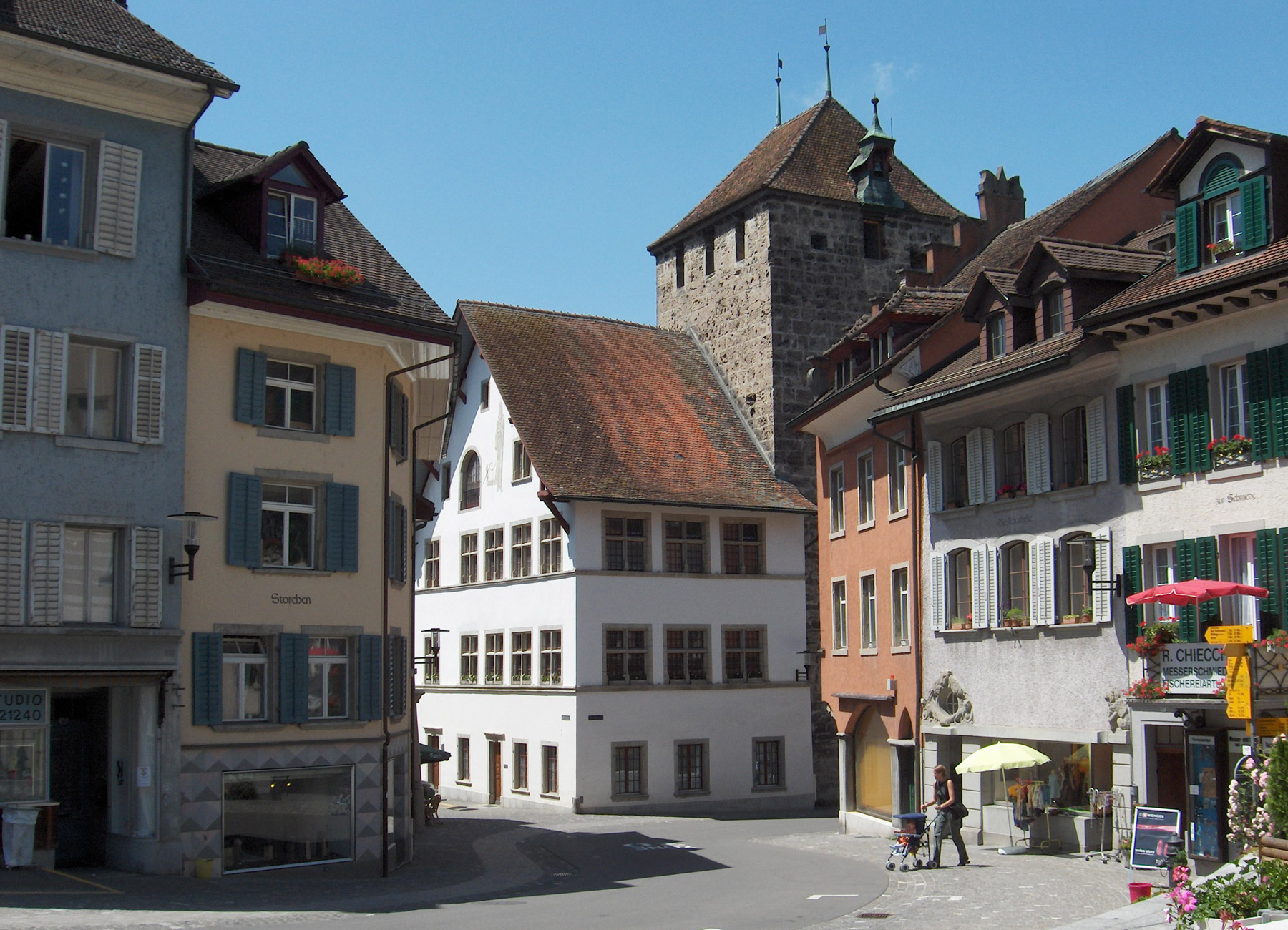
Schwarzer Turm und Rathaus

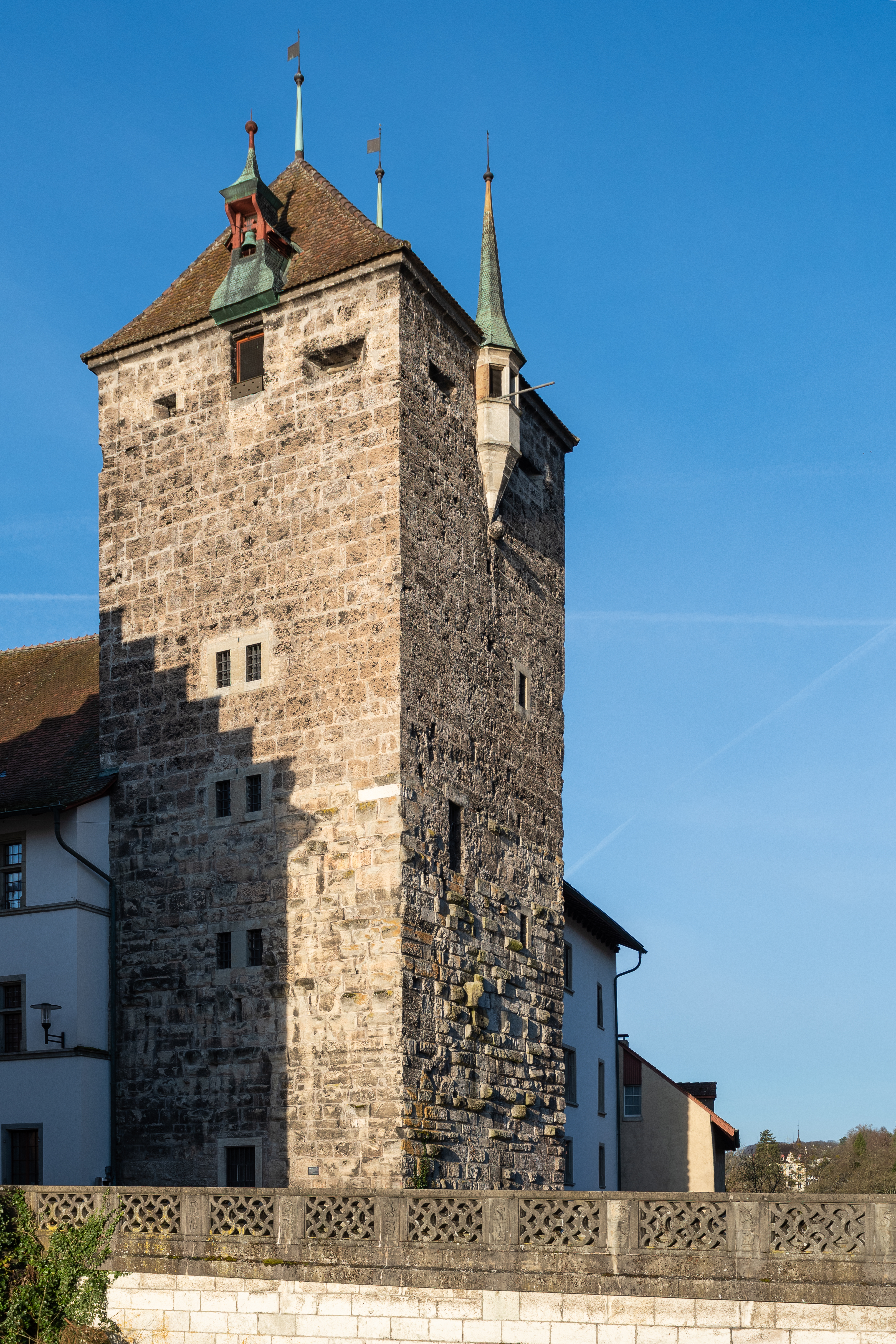
Schwarzer Turm

Der 25,70 Meter hohe Turm flankiert den südlichen Kopf der Aarebrücke und steht am Rande eines senkrecht abfallenden Felsens. Der Grundriss ist quadratisch mit einer Kantenlänge von 9,30 Metern. An der Beschaffenheit des Mauerwerks lassen sich die beiden Bauphasen gut erkennen. Der untere, im Mittelalter errichtete Teil, reicht bis in eine Höhe von 13,50 Metern und besteht aus wiederverwendetem Mauerwerk aus Muschelkalk, das vom Legionslager Vindonissa stammt. Ein Rundbogen an der Nordmauer ist im romanischen Stil verziert und stammt wahrscheinlich von einer Kirche, die im 11. Jahrhundert abgebrochen worden war.
Während die Mauerdicke im unteren Bereich eine Dicke von 2,30 Metern aufweisen, verjüngt sie sich im oberen Teil auf 1,10 Meter. Der im Jahr 1535 aufgesetzte Teil des Turmes besteht aus Tuffsteinquadern. Den Abschluss bildet ein Walmdach.
An der West- und Südseite ist der Schwarze Turm vom Rathaus umschlossen. Das dreigeschossige Gebäude wurde 1579 im spätgotischen Stil errichtet, an der Westseite ist ein halbrunder Treppenturm angefügt. Seit dem Umbau 1758/59 besitzt es seine heutige Gestalt.